# 四圍堡
四圍堡，原稱淇武蘭堡，是台灣北部自清治時期至日治初期的一個行政區劃，其範圍包括今宜蘭縣的礁溪鄉大部分地區、壯圍鄉西北部及宜蘭市北部。
四圍堡北邊及東邊為頭圍堡，南邊為民壯圍堡、本城堡、員山堡，西邊為蕃地。

## 管轄街庄
四圍堡共轄31個街庄：
- 今礁溪鄉境內：車路頭庄、武暖庄、四結庄、大陂庄、匏杓崙庄、塭底庄、大塭庄、二結庄、五股庄、淇武蘭庄、茅埔庄、三十九結庄、七結庄、六結庄、抵百葉庄、奇立丹庄、湯圍庄、礁溪庄、林尾庄、十六結庄、柴圍庄、番割田莊、瑪璘庄、踏踏庄
- 今壯圍鄉境內：土圍庄、新發庄、古亭笨庄、五間庄、抵美庄
- 今宜蘭市境內：辛仔罕庄、一結庄